# Ramon Basiana i Vers
Ramon Basiana i Vers   (Manresa, 17 de desembre de 1957 - la Vall d'en Bas, 11 de juliol de 2021) fou un dirigent esportiu català, que exercí de president de la Federació Catalana de Patinatge entre 2002 i 2021. Quan va morir acabava de ser proclamat candidat a les eleccions per mantenir-se en el càrrec.
Durant la dècada dels anys vuitanta, com a membre de l'Àrea d'Esports de l'Ajuntament de Barcelona, participà en l'organització dels Campionats del Món d'esgrima (1985), de bàsquet (1986) i de taekwondo (1987), i les Copes del Món d'atletisme i escacs (1989). El 1991 fou nomenat director de la competició d'hoquei sobre patins dels Jocs Olímpics de Barcelona del 1992, integrat en el programa oficial en qualitat d'esport d'exhibició. L'any següent s'incorporà com a gerent a la Federació Catalana de Patinatge i el 1996 passà a ocupar el mateix càrrec a la Federació Espanyola. El 1999 tornà a la Federació Catalana de Patinatge com a secretari general i el 2002 fou elegit president. Sota la seva presidència, el 26 de març de 2004 el Comitè Central de la Federació Internacional de Patinatge reconegué provisionalment la Federació Catalana com a nou membre de ple dret, la qual cosa permeté a la selecció masculina d'hoquei sobre patins jugar i guanyar el Mundial B que se celebrà al mes d'octubre d'aquell mateix any a Macau, encara que en assemblees posteriors d'aquest organisme les pressions polítiques provocaren que la decisió fos revocada. El mateix any fou nomenat vicepresident de la Unió de Federacions Esportives de Catalunya i l'any següent va rebre el Premi Lluís Companys concedit per la Plataforma Pro Seleccions Esportives Catalanes. El 2006 fou reelegit president de la Federació Catalana i al mes de novembre d'aquell mateix any, gràcies a les seves gestions internacionals amb les federacions de patinatge dels països sud-americans, la Federació Catalana de Patinatge fou admesa a la Confederació Sud-americana del Patí com a entitat adherida i amb ple dret a prendre part en les competicions oficials en l'àmbit sud-americà. A l'abril del 2010 tornà a ser reelegit president de la Federació Catalana de Patinatge per a un tercer mandat i dos mesos després organitzà la Copa Amèrica a Vic, en la qual la selecció masculina absoluta conquerí el títol.
Va morir l'11 de juliol de 2021 després d'una llarga malaltia.